# Довмонт (великий князь литовский)
Довмо́нт (лит. Daumantas; бел. Даўмонт; умер ок. 1285) — предполагаемый великий князь литовский, правивший, возможно, в 1282—1285 годах.

## Биография
Происхождение Довмонта неизвестно. Согласно легендарным сведениям Хроники Быховца, Довмонт был сыном Вита, имел братьев Наримунта, Тройдена, Гольшу и Гедруса, вероятно представителей рода Довспрунгов. Современный белорусский историк Вячеслав Носевич считает, что легенда о происхождении Гольшанских от родственников Довмонта и Тройдена вполне может иметь под собой реальную основу. По другой версии, мог быть сыном Тройдена, после смерти которого и стал великим князем, либо сыном Миндовга.
О княжении Довмонта известно мало. Надёжные сведения о нём происходят из Троицкой летописи, а также других источников, опиравшихся на неё. В Троицкой летописи упоминается некий князь Довмонт, под руководством которого происходил крупный поход литовцев на волость Олешню, принадлежавшую тверскому епископу Симеону. Согласно летописи, во время похода князь Довмонт был убит в битве с объединённым войском из Москвы, Твери, Волока Ламского, Торжка, Дмитрова, Зубцова и Ржева. Согласно Воскресенской летописи, Довмонт был захвачен в плен, а не убит.
По мнению историков Станислава Зайончковского, Владимира Пашуто и Эккехарда Клюга, не исключено, что Троицкая и Воскресенская летописи говорят о Довмонте Псковском, ошибочно называя его погибшим. В пользу такого предположения говорит и то, что Холмогорская летопись называет Довмонта зятем Дмитрия Александровича, коим в действительности и являлся псковский князь Довмонт.

## Легендарные сведения
Согласно легендарной части второй и третьей редакций белорусско-литовских летописей, Довмонт был одним из сыновей литовского князя Вита и братом Тройдена. Хроника Быховца указывает, что после смерти отца Довмонт принимает Утенский удел. Согласно этим легендарным сведениям, когда князь Наримунт, его старший брат, прислал к Довмонту свою жену, тот взял её насильно в жены. Это возбудило вражду между братьями, Наримунт с братьями, князьями Тройденом, Гольшей и Гедрусом, организовал коалицию против Довмонта и осадил его в Утенах. Из Утен Довмонт якобы бежал в Псков. Таким образом, поздние летописи идентифицируют его с Довмонтом Псковским, но далее источник говорит об убийстве князя в 1285 году, Довмонт Псковский же умер около 1299 года.
После того, как Тройден становится великим князем, Довмонт задумывает убить его. Воспользовавшись смертью Гольши и Гедруса, Довмонт подсылает к Тройдену шестерых убийц, которые расправляются с великим князем. Впоследствии против Довмонта сформировалась коалиция во главе с князем Рымантом, сыном Тройдена, который в это время был в монастыре. Рымант (он же чернец Лавриш), обучавшийся в своё время у галицкого князя Льва Даниловича, собрал войска и убил князя Довмонта. После этого власть перешла к Будикиду, чьи родственные связи с Довмонтом и Тройденом не совсем ясны (допускают, что он мог быть сыном Довмонта или сыном Тройдена, либо же находился с ними в более отдаленном родстве).